# Воронети
Воронети (рос. Воронеты) — село в Сухиницькому районі Калузької області Російської Федерації.
Населення становить 143 особи. Входить до складу муніципального утворення Присілок Єрмолово.

## Історія
Від 2004 року входить до складу муніципального утворення Присілок Єрмолово

## Населення
| 2002 | 2010 |
| ---- | ---- |
| 144  | ↘143 |